# كنوت أريلد هارايد
كنوت أريلد هارايد هو شخصية أعمال وسياسي نرويجي، ولد في 23 نوفمبر 1972 في Bømlo ‏ في النرويج. نشط حزبياً في الحزب الديمقراطي المسيحي.

## مناصب
- انتخب زعيم حزب الحزب الديمقراطي المسيحي (2011 – 2019).
- انتخب Minister of Transport of Norway [الإنجليزية]‏ (24 يناير 2020 – ).
- في الانتخابات البرلمانية النرويجية 2013، انتخب عضو برلمان النرويج  [لغات أخرى]‏ عن دائرة دائرة هوردالان [الإنجليزية]‏ وقد انضم خلال فترته النيابية  [لغات أخرى]‏ (1 أكتوبر 2013 – 30 سبتمبر 2017) للكتلة البرلمانية الحزب الديمقراطي المسيحي.
- في الانتخابات البرلمانية النرويجية 2009 [الإنجليزية]‏، انتخب عضو برلمان النرويج  [لغات أخرى]‏ عن دائرة Akershus (Storting constituency) [الإنجليزية]‏ وقد انضم خلال فترته النيابية  [لغات أخرى]‏ (1 أكتوبر 2009 – 30 سبتمبر 2013) للكتلة البرلمانية الحزب الديمقراطي المسيحي.
- انتخب نائب عضو برلمان النرويج  [لغات أخرى]‏ عن دائرة دائرة هوردالان [الإنجليزية]‏ وقد انضم خلال فترته النيابية  [لغات أخرى]‏ (2005 – 2009) للكتلة البرلمانية الحزب الديمقراطي المسيحي.
- انتخب نائب عضو برلمان النرويج  [لغات أخرى]‏ عن دائرة دائرة هوردالان [الإنجليزية]‏ وقد انضم خلال فترته النيابية  [لغات أخرى]‏ (2001 – 2005) للكتلة البرلمانية الحزب الديمقراطي المسيحي.
- انتخب نائب عضو برلمان النرويج  [لغات أخرى]‏ عن دائرة دائرة هوردالان [الإنجليزية]‏ وقد انضم خلال فترته النيابية ‏ (1997 – 2001) للكتلة البرلمانية الحزب الديمقراطي المسيحي.
- في الانتخابات البرلمانية النرويجية 2017، انتخب عضو برلمان النرويج  [لغات أخرى]‏ عن دائرة دائرة هوردالان [الإنجليزية]‏ وقد انضم خلال فترته النيابية  [لغات أخرى]‏ (1 أكتوبر 2017 – 30 سبتمبر 2021) للكتلة البرلمانية الحزب الديمقراطي المسيحي.
- انتخب وزير دولة [الإنجليزية]‏ وزارة المالية (النرويج) (19 أكتوبر 2001 – 4 أغسطس 2003).
- انتخب Minister of Climate and the Environment (Norway) [الإنجليزية]‏ (18 يونيو 2004 – 17 أكتوبر 2005).

## وصلات خارجية
- كنوت أريلد هارايد على موقع IMDb (الإنجليزية)